# Rubus guestphalicus
Rubus guestphalicus är en rosväxtart som först beskrevs av Wilhelm Olbers Focke, och fick sitt nu gällande namn av Jacob Utsch. Rubus guestphalicus ingår i släktet rubusar, och familjen rosväxter. Inga underarter finns listade i Catalogue of Life.